# Чукотский язык
Чуко́тский язы́к (устаревшее название — луораветланский язык, самоназвание: ԓыгъоравэтԓьэн йиԓыйиԓ [ɬǝɣˀoraβetɬˀɛn jiɬǝjiɬ]) — язык чукчей, один из языков чукотско-камчатской семьи.
Чукотский язык распространён на территории Чукотского автономного округа, в северо-восточной части Корякского округа, а также в Нижнеколымском районе республики Саха (Якутия). По данным переписи 2010 года, чукчей насчитывалось чуть менее 16 тысяч человек; из них 7649 (48 %) назвали чукотский язык родным, но лишь 4563 (29 %) указали, что владеют им.
В 1920-е годы чукотский язык был переименован в луораветланский, но это название не прижилось.
Чукотская письменность существует с 1932 г., в настоящее время — на основе кириллицы

## Внешние связи
Вопрос контактов чукотского языка с другими не изучен хорошо; о характере контактов между чукотским языком и эскимосскими в настоящее время можно говорить лишь в порядке постановки вопроса. Исследование в этой области сильно затруднено из-за отсутствия письменных памятников. Влияние русского языка на чукотский выражается, прежде всего, в лексических заимствованиях и давлении на поверхностный синтаксис; последнее проявляется в основном в письменном языке (переводные тексты) и не отражается на повседневной устной речи чукчей.
Двадцатеричная система счисления, обнаруживаемая в чукотском языке, распознавалась и в названиях сотен, в отличие от чеченского, аварского или французского языков, для которых также характерна двадцатеричная система счисления в названиях десятков. В частности, раньше для этого использовалась словообразовательная часть ӄликкин — 20 (ӈирэӄӄликкин «сорок» (2 × 20); мытлыӈӈлеккэн «сто» (5 × 20); ӄлиӄӄликкин «четыреста» (20 × 20)).
В современном чукотском языке существуют числительные, строящиеся по русской модели, с использованием русских заимствований «сто» и «тысяча»: ӈирэӄ сто — 200; ӈыроӄ сто — 300; ӈыраӄ тысячат — 4000.

## Область распространения
Чукотский язык является языком общения чукчей преимущественно в моноэтнических семьях и в процессе традиционной хозяйственной деятельности (оленеводство). На нём ведутся радио- и телепередачи, читаются доклады, проводятся беседы. Языком делопроизводства и административной деятельности является русский, который является также языком межнационального общения на территориях, где чукчи контактируют с коряками, якутами и т. д. Русским языком чукчи владеют (в разной степени) почти все.
В школах чукотский язык преподаётся как предмет. В 2015—2016 учебном году преподавание языка велось в 28 школах Чукотского автономного округа, его изучали 1 616 детей.

## Диалекты
Диалектная расчленённость чукотского языка незначительна. Выделяются восточный (уэленский) диалект, положенный в основу письменности, западный (колымский) диалект и группа южных диалектов (юго-восток Чукотки): энмылинский, нунлигранский и хатырский. Последние отличаются фонетическими и морфологическими особенностями, сближающими их с керекским и корякским языками.
По предварительным данным, внутри каждого диалекта могут быть выделены говоры. Диалектология чукотского языка изучена слабо; несмотря на это, можно с уверенностью утверждать, что пользование литературным языком не вызывает затруднения ни у одной из территориальных групп чукчей.
У чукотского языка есть диалект на севере Камчатского края в Олюторском районе, в селе Ачайваям, где чукчи составляют большинство в 67 %. Самоназвание диалекта — чаучи — связано с тем, что вблизи проживают коряки и алюторцы, влияющие на язык. Сам диалект преподаётся в школе.

## Гендерныеособенности
Примечательной особенностью чукотского языка является то, что женщины и мужчины говорят по-разному. Для женщин существует табу на произнесение имён родственников мужа и похоже звучащих слов. 
Разница существует также и в произношении обычных слов. Там, где мужчины произносят звук «р» или сочетание «рк», женщины произносят звук «ц» или «цц». Например, «морж» в мужском произношении звучит как «рыркы», а в женском — как «цыццы». Другие примеры: мужчинами произносится ч, женщинами — ц: чайвыгыргын (муж.), цайвыгыццын (жен.) (в предложении Чайвыгыргын мыгитэгъэн! / Цайвыгыццын мыгитэгъэн!) или чайвыгыргын рэгитэӈэ (муж.) — цайвыгыццын цэгитэӈэ (жен.); «с» также может заменяться на «ц»: мылгынутэсӄык панрэвкы (муж.) — мылгынутэцӄык панцэвкы (жен.) (в предложении Тыӄэӈавытыйӈын мылгынутэсӄык панрэвкы вальык нымӈиӄин / Тыӄэӈавытыйӈын мылгынутэцӄык панцэвкы вальык нымӈиӄин).

## Письменность
Согласно некоторым источникам, первая книга на чукотском языке была напечатана ещё в 1823 году тиражом в 10 экземпляров. Письменность на чукотском языке существует с 1931 (первоначально — на латинской основе, с 1937 года — на кириллице). В основу письменного языка был положен восточный (уэленский) диалект. 
На чукотском языке издаются газеты (газета «Крайний Север» имеет приложения на чукотском языке), общественно-политическая и художественная литература — как переводная, так и оригинальная (Ю. Рытхэу, А. Кымытваль и др.). Тем не менее о наличии нормативного литературного языка говорить ещё рано — он находится в процессе становления. Правила чукотской орфографии нуждаются в уточнении и совершенствовании.
Современный чукотский алфавит:
| А а | Б б | В в | Г г | Д д | Е е | Ё ё | Ж ж | З з | И и |
| Й й | К к | Ӄ ӄ | Л л | Ԓ ԓ | М м | Н н | Ӈ ӈ | О о | П п |
| Р р | С с | Т т | У у | Ф ф | Х х | Ц ц | Ч ч | Ш ш | Щ щ |
| Ъ ъ | Ы ы | Ь ь | Э э | Ю ю | Я я | ʼ   |     |     |     |

### Прописные буквы
В чукотском языке прописная буква пишется в следующих случаях:
- В именах, отчествах и фамилиях людей: Юрий Сергеевич Рытгэв «Юрий Сергеевич Рытхэу», Степанида Тыӈэӈэвыт «Степанида Тынэнэвыт».
- В кличках животных: Гымык варкын ӄораӈы Иʼӈкэԓи «У меня есть олень Инкэли».
- В начале предложений. Ӄԓявыԓ гамэмыԓёԓен. «Мужчина добыл нерпу».
- В названиях литературных произведений, газет, журналов: Иван Оʼмрывъе нитӄин редакторо газетак «Эйгысӄын» «Иван Омрувъе — редактор газеты „Крайний Север“».
- В названиях стран, населённых пунктов, озёр, рек и гор: Чавчыват яԓгытгъат ваамчормэты Экулымэн «Оленеводы откочевали на берег реки Колымы», Кагыргын «Анадырь» (город), Ваамъёчгын «Ваамочка» (озеро), Инаӄ «Инак» (гора).

## Лингвистическая характеристика

### Фонетика и фонология
В чукотском языке выделяют 6 гласных фонем и 14 согласных (7 шумных и 7 сонантов). Отсутствует противопоставление твёрдых и мягких согласных; отсутствуют также звонкие смычные согласные. Чукотская гортанная смычка представляет собой самостоятельную согласную фонему. В чукотском языке нет дифтонгов, хотя есть сочетания, по звучанию близкие им. Долгота гласных смыслоразличительного значения не имеет.
Прослушать запись звучания чукотского языка можно здесь. 

#### Согласные
Согласные звуки чукотского языка:
|               | Губно-губные | Переднеязычные | Ретрофлексные | Палатальные | Заднеязычные | Увулярные | Глоттальные |
| ------------- | ------------ | -------------- | ------------- | ----------- | ------------ | --------- | ----------- |
| Носовые       | m            | n              |               |             | ŋ            |           |             |
| Взрывные      | p            | t              |               | t͡ʃ          | k            | q         | ʔ           |
| Щелевые       | β            | s              |               |             | ɣ            |           |             |
| Боковые       |              | ɬ              |               |             |              |           |             |
| Аппроксиманты |              |                | ɻ             | j           |              |           |             |

Согласные звуки, не имеющие соответствий в русском:
| Согласные | Согласные  | Свойства звука                                                                                      | Пример (сло́ва)                                        |
| --------- | ---------- | --------------------------------------------------------------------------------------------------- | ----------------------------------------------------- |
| Звонкие   | [ӈ] ([ŋ])  | Велярный носовой согласный.                                                                         | Койӈын «чашка» Ӈиԓгын «ремень»                        |
| Звонкие   | [в] ([β])  | Губно-губной согласный.                                                                             | Ванав «жвачка, смола» Ваԓы «нож»                      |
| Звонкие   | [г] ([ɣ])  | Звонкий вариант русского х (белорусский г, иногда русский бухгалтер).                               | Гытгыт «озеро» Гым «я»                                |
| Глухие    | [ʔ]        | Гортанный звук (начало произношения с полного смыкания голосовых связок, за которым следует взрыв). | Ръээʼвык «обидеть» Эʼми «где» Иʼны «волк»             |
| Глухие    | [чʹ]       | Произношение то ближе к русскому [сʹ], то как мягкое русское [чʹ].                                  | Чымче «близко» Чаат «аркан» Вэтчак «встать (на ноги)» |
| Глухие    | [ԓʹ] ([ɬ]) | Глухой альвеолярный латеральный спирант.                                                            | Ԓьук «видеть, находить» Ԓымӈыԓ «сказка»               |
| Глухие    | [ӄ] ([q])  | Увулярный (язычковый) звук. Глухой увулярный взрывной согласный.                                    | Вэӄэт «шаг» Ӄаат «олени»                              |

#### Гласные
Гласные звуки чукотского языка:
|                | Передний ряд | Средний ряд | Задний ряд |
| -------------- | ------------ | ----------- | ---------- |
| Верхний подъём | i            |             | u          |
| Средний подъём | e            | ə           | o          |
| Нижний подъём  |              | a           |            |

#### Гармония гласных звуков
В чукотском языке наблюдается гармония гласных звуков:
| Гласные          | Гласные 1-го (слабого) ряда | Гласные 2-го (сильного) ряда | Гласные 2-го (сильного) ряда | Пример (сло́ва)                           |
| ---------------- | --------------------------- | ---------------------------- | ---------------------------- | ---------------------------------------- |
| а, и, о, у, ы, э | э                           | →                            | а                            | Нэнэны «ребёнок» Нананагты «(к) ребёнку» |
| а, и, о, у, ы, э | у                           | →                            | о                            | Уттуут «дерево» Оттэпы «от дерева»       |
| а, и, о, у, ы, э | и                           | →                            | э                            | Титиӈы «игла» Тэтэйпы «от иглы»          |

#### Редукция гласных звуков
Для чукотского языка характерен сингармонизм гласных, причём сингармонизм в чукотском наиболее устойчив по сравнению с другими родственными ему языками — корякским и ительменским, где это явление часто нарушается из-за редукции гласных (О. А. Мудрак ситуацию в корякском и ительменском языках толкует как сохранение трёхрядного сингармонизма). Редукция в чукотском тем не менее также присутствует. Гласный звук /ə/, который в любом положении звучит довольно нечётко и кратко, в начале и в конце слов, а также в безударном слоге звучит совершенно неопределённо. Гласные /е/ и /а/ в конечном открытом слоге также редуцируются и переходят в /ə/. Впрочем, при добавлении к таким словам аффиксов гласный восстанавливает своё качество.
В чукотском языке имеет место и полное выпадение гласных ввиду развившейся редукции.

#### Кластеры согласных
Фонетические нормы чукотского языка не допускают стечения двух согласных в начале и на конце слов, а также стечения более двух согласных в середине слов. Впрочем, из-за развившейся полной редукции гласного /ə/ из этого правила имеются исключения.

#### Ударение
Ударение чукотского языка — силовое; кроме того, ударный гласный обычно длиннее неударного. В двусложных словах, состоящих из односложной основы и суффикса, ударение всегда падает на слог основы (1-й слог). В словах с большим количеством слогов ударение всегда падает на последний слог основы. Исключение составляют слова с основой, оканчивающейся на гласный — значительная их часть имеет ударение на первом слоге основы.
В словах с суффиксом, состоящим только из одного согласного звука, ударение сдвигается на предпоследний слог основы. В безаффиксной форме слов ударение тоже сдвигается на предпоследний слог. В словах, образованных редупликацией корня, ударение падает на первый слог. Приставки обычно не влияют на постановку ударения.

### Морфология
По своему грамматическому строю чукотский язык относится к инкорпорирующим, а также к агглютинативным языкам приставочно-суффиксального характера. Любое чукотское слово имеет по крайней мере две морфемы (одна из которых будет корневая, а вторая — аффиксная), слова обычно имеют много суффиксов.
Часто наблюдается полная и неполная редупликация корня: ным-ным «посёлок», тиркы-тир «солнце». 

#### Существительное
Чисел в чукотском языке два — единственное и множественное. Показателем множественного числа является суффикс -т (и его алломорфы), присоединяемый к основе. Падежей в разных работах выделяется от 7 до 9. 

#### Аффиксация
Все аффиксы чукотского языка делятся на две основные группы: словообразовательные и формообразующие. Словообразовательные аффиксы служат для создания новых слов, например: йылӄыйыл («сон») — йылӄ-ы-ль-ын («сонливый») — йылӄ-эт-ык («спать») — ры-йылӄ-эв-ык («усыплять») и др. К формообразующим относятся аффиксы для создания формы одного и того же слова, например: ты-чимгъу-ркын («думаю») — мыт-чимгъу-мык («мы подумали») — чимгъу-к («думать»).
Аффиксы присоединяются к слову в определённой последовательности: сперва — словообразовательные (обычно несколько, также в особом порядке), затем — формообразующие (если есть) и только затем — аффиксы синтаксических форм.
Значительная часть аффиксов образована от корневых морфем, которые довольно редко употребляются в виде отдельных слов, либо потеряли своё корневое значение в современном языке. Впрочем, множество аффиксов не имеет никакого отношения к корневым морфемам. Скорее всего, изначально чукотский язык был только суффиксальный, а приставки появились значительно позже.

#### Инкорпорация и словосложение
Инкорпорация в чукотском языке связана с включением в форму слова дополнительных основ. Такое сочетание характеризуется общим ударением и общими формообразующими аффиксами. Включающими слова обычно являются существительные, глаголы и причастия; иногда — наречия. Включаться могут основы существительных, числительных, глаголов и наречий. Например: га-пойг-ы-ма («с копьём»), га-таӈ-пойг-ы-ма («с хорошим копьём»); где пойг-ы-н «копьё» и ны-тэӈ-ӄин «хороший» (основа — тэӈ/таӈ). Ты-яра-пкэр-ы-ркын «прихожу домой»; пыкир-ы-к «приходить» (основа — пыкир) и яра-ӈы «дом» (основа — яра). Иногда включаются две, три и даже больше таких основ.
Словосложение в чукотском языке напрямую связано с инкорпорацией. Большинство таких сложных слов развились именно за счёт инкорпорации. В некоторых комплексах довольно сложно провести грань между инкорпорацией и словосложением. Впрочем, широко развито и непосредственное сложение слов, например: калетко-ран «школа» (букв.: «писания дом»); вэлытко-ран «магазин» (букв.: «торговый дом») и др. Большой пласт такой лексики возник в первую половину XX века с изменением быта чукчей. Впрочем, многие такие сложносоставные слова неудобны в использовании, вместо них зачастую употребляют заимствования из русского, например, слово «тетрадь»: кэлитку-кэликэл (букв.:"письменная бумага") и заимствованное из русского — тетрат.

#### Семантико-грамматические разряды слов
По синтаксическим, морфологическим и семантическим свойствам в чукотском языке разграничены классы имени и финитного глагола, выделяется также класс наречий и различные виды служебных слов. Класс прилагательных отсутствует. Имеется класс предикативов, не укладывающийся в рамки традиционной классификации частей речи. Имена разделяются по признаку «человек — не человек», различие проявляется в вопросительных местоимениях. Есть противопоставление единственного и множественного числа. В различных работах по чукотскому языку в нём выделяется от семи до девяти падежей.

#### Числительные
Система счёта в чукотском языке — двадцатеричная.
Числительные чукотского языка:
| Число | Название                                                     |
| ----- | ------------------------------------------------------------ |
| 1     | Ыннэн                                                        |
| 2     | Ӈирэӄ                                                        |
| 3     | Ӈыроӄ                                                        |
| 4     | Ӈыраӄ                                                        |
| 5     | Мэтԓыӈэн                                                     |
| 6     | Ыннанмытԓыӈэн (1 + 5)                                        |
| 7     | Ӈэръамытԓыӈэн (2 + 5)                                        |
| 8     | Амӈырооткэн (ӈыръомытԓыӈэн) (3 + 5)                          |
| 9     | Ӄонъачгынкэн (ӈыръамытԓыӈэн) (4 + 5)                         |
| 10    | Мынгыткэн                                                    |
| 11    | Мынгыткэн ыннэн пароԓ (10, 1 лишний)                         |
| 12    | Мынгыткэн ӈиръэ пароԓ (10, 2 лишних)                         |
| 13    | Мынгыткэн ӈыръо пароԓ (10, 3 лишних)                         |
| 14    | Мынгыткэн ӈыръа пароԓ (10, 4 лишних)                         |
| 15    | Кыԓгынкэн                                                    |
| 16    | Кыԓгынкэн ыннэн пароԓ (15, 1 лишний)                         |
| 17    | Кыԓгынкэн ӈиръэ пароԓ (15, 2 лишних)                         |
| 18    | Кыԓгынкэн ӈыръо пароԓ (15, 3 лишних)                         |
| 19    | Кыԓгынкэн ӈыръа пароԓ (15, 4 лишних)                         |
| 20    | Ӄԓиккин                                                      |
| 21    | Ӄԓиккин ыннэн пароԓ (20, 1 лишний)                           |
| 40    | Ӈирэӄӄԓиккин                                                 |
| 50    | Ӈирэӄӄԓиккин мынгыткэн пароԓ (40, 10 лишних)                 |
| 60    | Ӈыроӄӄԓеккэн (3 × 20)                                        |
| 70    | Ӈыроӄӄԓеккэн мынгыт пароԓ (60, 10 лишних)                    |
| 80    | Ӈыраӄӄԓеккэн (4 × 20)                                        |
| 90    | Ӈыраӄӄԓеккэн мынгыткэн пароԓ (80, 10 лишних)                 |
| 100   | Мытԓыӈӄԓеккэн                                                |
| 111   | Мытԓыӈӄԓеккэн ыннэн пароԓ                                    |
| 131   | Мытԓыӈӄԓеккэн мынгыт ыннэн пароԓ                             |
| 200   | Мынгытӄԓеккэн (10 × 20)                                      |
| 300   | Кыԓгынӄԓеккэн (15 × 20)                                      |
| 400   | Ӄԓиӄӄԓиккин (20 × 20)                                        |
| 500   | Мытԓыӈча мытԓыӈӄԓеккэн пароԓ (400, 100 лишних)               |
| 600   | Ыннанмытԓынча мытԓыӈӄԓеккэн пароԓ (400, 200 лишних)          |
| 700   | Ӄԓиӄӄԓиккин кыԓгынӄԓеккэн пароԓ (400, 300 лишних)            |
| 800   | Ӈирэче ӄԓиӄӄԓиккин (2 × 400)                                 |
| 900   | Ӈирэче ӄԓиӄӄԓиккин мынгытӄԓеккэн пароԓ (2 × 400, 100 лишних) |

Порядковые числительные образуются при помощи суффикса -ӄэв/-ӄав.
Примеры:
- ы’ттъыёԓкэн «первый (исключение)»
- ӈирэӄэв «второй»
- ӈыроӄав «третий»
- ӈыраӄав «четвёртый»
- мытԓыӈӄав «пятый»
- ыннанмытԓыӈӄав «шестой»
- ӈэръамытԓыӈӄав «седьмой»
- ӈыръомытԓыӈӄав «восьмой»
- ӈыръамытԓыӈӄав «девятый»
- мынгыткэн ыннэн пароԓӄав «одиннадцатый»
- кыԓгынӄав «пятнадцатый»
- ӄԓикӄэв «двадцатый»
- ӄԓиккин мынгыткэн пароԓӄав «тридцатый»

### Синтаксис
Основной порядок слов чукотского языка — SOV (подлежащее — дополнение — сказуемое). Хотя в описаниях языка возможно встретить утверждения о свободном порядке слов, по мнению П. Я. Скорика сказуемое всё же тяготеет к концу предложения. 

### Лексика
Исконная лексика чукотского языка отражает особенности традиционной жизни чукчей — их деятельности и мировоззрения. Так, у них имеется много обозначений различных мастей оленя, так как оленеводство испокон веков было одним из их основных занятий. 
Количество заимствований в словарном составе чукотского языка относительно невелико; он нередко пополняется за счёт исконных новообразований и за счёт переосмыслений: тыле-чьы-н «мотор» — от тыле-к «двигаться», мыльыттъын «кошка» — буквально означает «ловкая собака» и т. п., хотя заимствования из русского языка в таких областях, как например общественно-политическая и школьная, тоже появляются. К числу старых русских заимствований относятся, например, слова ӄлеван «хлеб» и чай. Отмечаются заимствования из юкагирских и эскимосских языков, а также из английского как итог взаимодействия с американскими купцами (например, манэман «деньги» — от money).

## Чукотская литература
Начиная с 1950-х годов на чукотском языке писал ряд писателей и поэтов. Среди них выделяются следующие:
- Вальгиргин, Михаил Васильевич (1939—1978);
- Геутваль, Клавдия Ивановна (1930—2002);
- Кеулькут, Виктор Григорьевич (1929—1963);
- Кымытваль, Антонина Александровна (1938—2015);
- Рытхэу, Юрий Сергеевич (1930—2008).

## Изданные словари чукотского
- Богораз В. Г. Луораветланско-русский (чукотско-русский) словарь / Под ред. С. Н. Стебницкого. — М.; Л., 1937.
- Молл Т. А., Инэнликэй П. И. Чукотско-русский словарь. — Л.: Государственное учебно-педагогическое издательство министерства просвещения РСФСР. Ленинградское отделение, 1957.
- Инэнликей П. И. Словарь чукотско-русский и русско-чукотский. — Л., 1987.
- Рахтилин В. Г. Чукотско-русский тематический словарь. Учебное пособие для учащихся 5—9 классов. — СПб.: Просвещение, 2003. — 126 с. — ISBN 5-09-002585-1.
- Инэнликей П. И. Словарь чукотско-русский и русско-чукотский. — СПб.: Дрофа, 2006. — 255 с. — ISBN 5-94745-170-0.